# Монро (округ, Нью-Йорк)
Шаблон:StateAbbr_ 43°18′ пн. ш. 77°41′ зх. д. / 43.3° пн. ш. 77.69° зх. д.
Округ Монро (англ. Monroe County) — округ (графство) у штаті Нью-Йорк, США. Ідентифікатор округу 36055.

## Історія
Округ утворений 1821 року.

## Демографія
За даними перепису 
2000 року 
загальне населення округу становило 735343 осіб, зокрема міського населення було 684966, а сільського — 50377.
Серед мешканців округу чоловіків було 354327, а жінок — 381016. В окрузі було 286512 домогосподарства, 184479 родин, які мешкали в 304388 будинках.
Середній розмір родини становив 3,08.
Віковий розподіл населення поданий у таблиці:
| Стать    | До 15 років | 15-21 | 22-29 | 30-39 | 40-49 | 50-65 | 65-85 | Понад 85 |
| -------- | ----------- | ----- | ----- | ----- | ----- | ----- | ----- | -------- |
| Чоловіки | 80455       | 38274 | 35498 | 53569 | 55098 | 53340 | 34366 | 3727     |
| Жінки    | 76908       | 35470 | 36717 | 57302 | 58761 | 58172 | 47778 | 9908     |

## Суміжні округи
- Вейн — схід
- Онтаріо — південний схід
- Лівінгстон — південь
- Дженесі — південний захід
- Орлінс — захід

## Виноски
1. ↑  U.S. Decennial Census. United States Census Bureau. Архів оригіналу за 19 липня 2018. Процитовано 5 січня 2015.
2. ↑  Historical Census Browser. University of Virginia Library. Архів оригіналу за 11 серпня 2012. Процитовано 5 січня 2015.
3. ↑  Population of Counties by Decennial Census: 1900 to 1990. United States Census Bureau. Архів оригіналу за 19 лютого 2015. Процитовано 5 січня 2015.
4. ↑  Census 2000 PHC-T-4. Ranking Tables for Counties: 1990 and 2000 (PDF). United States Census Bureau. Архів оригіналу (PDF) за 18 грудня 2014. Процитовано 5 січня 2015.
5. ↑  State & County QuickFacts. United States Census Bureau. Архів оригіналу за 25 червня 2011. Процитовано 12 жовтня 2013.(англ.) Наведено за англійською вікіпедією.
6. ↑  American FactFinder. Бюро перепису населення США. Архів оригіналу за 26 лютого 2012. Процитовано 31 січня 2008.

| США | Це незавершена стаття з географії США. Ви можете допомогти проєкту, виправивши або дописавши її. |